# Montrose (álbum)
Montrose es el primer álbum de estudio de la banda estadounidense de Montrose. Fue publicado el 17 de octubre de 1973 a través de Warner Bros. Records.

## Grabación y producción
Montrose fue el primer álbum del guitarrista Ronnie Montrose liderando su propia banda, después de haber realizado trabajos de sesión para varios músicos, entre ellos Van Morrison, Herbie Hancock y Edgar Winter. La banda incluía a Denny Carmassi (batería), Bill Church (bajo) y un entonces desconocido Sammy Hagar (voz). Ronnie Montrose utilizó principalmente una Gibson Les Paul, un amplificador Fender Bandmaster y un fuzzbox Big Muff de Electro-Harmonix para grabar el álbum.
En el libro The Top 500 Heavy Metal Albums of All Time de Martin Popoff, Ronnie Montrose comentó sobre el papel crucial de Templeman en el álbum debut:

“Creo que fue una situación sinérgica realmente buena, Ted y yo. Tenía una muy buena banda juntos, y a Ted le gustaba mucho. Ted y yo nos conocíamos del proyecto Van Morrison, porque él había producido Tupelo Honey, en el que toqué. Ciertamente, Ted estuvo muy involucrado, además de Donn Landee, me atrevo a decir, el ingeniero; ambos [lo estaban]. Lo abordaban como una situación como productor e ingeniero haciendo un gran disco contemporáneo. Ted estaba produciendo Little Feat, y creo que había hecho el primer disco de Doobie Brothers, pero nada tan pesado como este. Cuando fuimos a reunirnos con Warner Bros. nos preguntaban cuál era nuestro disco favorito y decíamos cosas de Led Zeppelin y Deep Purple. Su objetivo era conseguir un sonido lo más grande posible. Entramos de antemano y ensayamos el material, y lo único que me llama la atención es que el disco era completamente, 100% cinta analógica, porque no existía algo así como una cinta digital. Consola pequeña, habitación pequeña... Siempre he sido un experto en tecnología, así que siempre acompañaba a Donn Landee mientras se arrastraba por la cámara de eco en vivo tirando mantas de embalaje para conseguir la cantidad adecuada de amortiguación para la reverberación. Eso era literalmente lo que había que hacer en aquellos días. Fue algo físico y práctico. La visión que Ted y Don tenían de mí, por la forma en que era, era que siempre estaba al otro lado de la consola inclinado con la cabeza, como si fuera una de las perillas de los medidores, siempre involucrado”.

## Recepción de la crítica
Un escritor no especificado de la revista Cash Box comentó: “El roquero Ronnie, que pasó tiempo con Edgar Winter Group antes de salir por su cuenta, tiene un LP debut dinamita con su nuevo cuarteto, un grupo rudo que cree que la distancia más corta entre dos escuelas de pensamiento es el rock obsceno y duro. «Rock the Nation», «I Don't Want It», «One Thing on My Mind» y «Good Rockin' Tonight» son el tipo de canciones que no se han escuchado desde los primeros días de Led Zeppelin y Jimi Hendrix. No se equivoquen—este es el rock más duro del mercado y el trabajo de guitarra de Montrose es espectacular, complementando perfectamente la voz de Sam Hagar. Esté atento a esta banda. Son geniales”. Un escritor no especificado de la revista Billboard describió Montrose como “rock imponente en la tradición de Slade-Led Zeppelin en temas como «Rock the Nation». Buen sonido, sin pretensiones.”.

## Lista de canciones
| Lado uno |                     |                 |          |  |
| N.º      | Título              | Escritor(es)    | Duración |  |
| 1.       | «Rock the Nation»   | Ronnie Montrose | 2:57     |  |
| 2.       | «Bad Motor Scooter» | Sammy Hagar     | 3:43     |  |
| 3.       | «Space Station #5»  | Hagar Montrose  | 5:17     |  |
| 4.       | «I Don't Want It»   | Hagar Montrose  | 3:02     |  |

| Lado dos |                        |                                           |          |  |
| N.º      | Título                 | Escritor(es)                              | Duración |  |
| 1.       | «Good Rocking Tonight» | Roy Brown                                 | 2:57     |  |
| 2.       | «Rock Candy»           | Denny Carmassi Bill Church Hagar Montrose | 5:17     |  |
| 3.       | «One Thing on My Mind» | Hagar Montrose J. Sanchez                 | 3:40     |  |
| 4.       | «Make It Last»         | Hagar                                     | 5:29     |  |

## Créditos y personal
Créditos adaptados desde las notas de álbum de Montrose.
Montrose
- Denny Carmassi – batería
- Bill Church – bajo eléctrico
- Ronnie Montrose – guitarra
- Sammy Hagar – voces

Personal técnico
- Montrose – productor
- Ted Templeman – productor
- Donn Landee – ingeniero de audio
- Stephen Jarvis – ingeniero de audio
- Dave Bhang – director artístico, diseño de portada
- Norman Seeff – fotografía

## Posicionamiento
| Gráfica (1974)                            | Pico de posición |
| ----------------------------------------- | ---------------- |
| Estados Unidos (Billboard Top LPs & Tape) | 133              |
| Reino Unido (UK Albums Chart)             | 43               |

| Gráfica (2017)                             | Pico de posición |
| ------------------------------------------ | ---------------- |
| Reino Unido (UK Rock & Metal Albums Chart) | 28               |

## Certificaciones y ventas
| País                  | Certificación | Ventas    |
| --------------------- | ------------- | --------- |
| Estados Unidos (RIAA) | Platino       | 1 000 000 |